# 大山広域農道
大山広域農道（だいせんこういきのうどう）は、鳥取県西伯郡大山町と鳥取県日野郡江府町を結ぶ広域農道である。大山北麓から西麓にかけて半周する大規模な広域農道でもある。起点の大山町から米子市までは国道9号とほぼ並行しているため国道9号の非常時迂回路としても利用される。しかし近年は山陰道の整備により、その役割をそちらに譲りつつある。
また伯耆町から江府町までの一部区間は鳥取県道45号倉吉江府溝口線の旧:大山環状道路区間通行止め時の迂回路としての役割を持つ。またこの区間は県道・国道と重複している区間が多い。
全線、大山山麓を通過しているためアップダウンが激しくカーブも多いが、ほぼ2車線で整備されており比較的快適に走行できるドライブコースである。しかし、農道であるためトラクターなど低速車両もよく通行するため注意が必要。
また一部区間は全日本トライアスロン皆生大会の自転車競技コースとしても使われる。

## 概要

### 路線データ
- 起点:鳥取県西伯郡大山町下市【北緯35度29分44.9秒 東経133度33分08.3秒 / 北緯35.495806度 東経133.552306度】（鳥取県道276号高橋松河原線・鳥取県道329号淀江琴浦線交点）
- 終点:鳥取県日野郡江府町俣野【北緯35度16分27.3秒 東経133度32分56.5秒 / 北緯35.274250度 東経133.549028度】（岡山県道・鳥取県道113号上徳山俣野江府線交点）
- 総延長：

## 路線状況

### 重複区間
- 鳥取県道329号淀江琴浦線（西伯郡大山町下市・西伯郡大山町平間）
- 鳥取県道36号名和岸本線（西伯郡大山町高田・大山町神原間）
- 鳥取県道329号淀江琴浦線（米子市淀江町福岡）
- 鳥取県道159号米子丸山線（西伯郡伯耆町丸山）
- 鳥取県道36号名和岸本線（西伯郡伯耆町丸山）
- 鳥取県道284号大山寺岸本線（西伯郡伯耆町丸山）
- 鳥取県道52号岸本江府線（西伯郡伯耆町丸山・日野郡江府町吉原間）
- 鳥取県道315号如来原御机線（日野郡江府町御机）
- 鳥取県道45号倉吉江府溝口線（同上）
- 国道482号（日野郡江府町下蚊屋）

## 地理

### 通過する自治体
- 鳥取県
  - 西伯郡大山町 - 米子市 - 西伯郡大山町 - 米子市 - 西伯郡大山町 - 西伯郡伯耆町 - 日野郡江府町 -
- 岡山県
  - 真庭市 -
- 鳥取県
  - 日野郡江府町

### 接続道路
| 交差する道路 | 市町村名 | 市町村名 | 交差する場所 | 交差する場所           |
| --- | -------- | -------- | ------------ | ---------------------- |
| 鳥取県道276号高橋松河原線 鳥取県道329号淀江琴浦線 重複区間起点                                                  | 西伯郡   | 大山町   | 下市         | 起点                   |
| 鳥取県道54号豊房御来屋線                                                                                        | 西伯郡   | 大山町   | 小竹         |                        |
| 鳥取県道240号旧奈和西坪線                                                                                       | 西伯郡   | 大山町   | 加茂         |                        |
| 鳥取県道277号豊房名和線                                                                                         | 西伯郡   | 大山町   | 門前         | 下大山交差点           |
| 鳥取県道36号名和岸本線 重複区間起点                                                                             | 西伯郡   | 大山町   | 高田         | 高田工業団地東口交差点 |
| 鳥取県道36号名和岸本線 重複区間終点 鳥取県道158号大山口停車場大山線 鳥取県道243号中高妻木線                     | 西伯郡   | 大山町   | 神原         | 神原交差点             |
| 鳥取県道329号淀江琴浦線 重複区間終点                                                                            | 西伯郡   | 大山町   | 平           |                        |
| 鳥取県道329号淀江琴浦線 重複区間起点                                                                            | 米子市   | 米子市   | 淀江町福岡   |                        |
| 鳥取県道329号淀江琴浦線 重複区間終点                                                                            | 米子市   | 米子市   | 淀江町福岡   | 白鳳高校前交差点       |
| 鳥取県道252号尾高淀江線                                                                                         | 米子市   | 米子市   | 淀江町西尾原 |                        |
| 鳥取県道299号赤松淀江線                                                                                         | 米子市   | 米子市   | 泉           | [ 注釈 1 ]             |
| 鳥取県道24号米子大山線                                                                                          | 米子市   | 米子市   | 泉           | [ 注釈 1 ]             |
| 鳥取県道159号米子丸山線 重複区間起点                                                                            | 西伯郡   | 伯耆町   | 丸山         |                        |
| 鳥取県道36号名和岸本線 重複区間起点 鳥取県道159号米子丸山線 重複区間終点 鳥取県道284号大山寺岸本線 重複区間起点 | 西伯郡   | 伯耆町   | 丸山         |                        |
| 鳥取県道36号名和岸本線 重複区間終点 鳥取県道52号岸本江府線 重複区間起点                                         | 西伯郡   | 伯耆町   | 丸山         |                        |
| 鳥取県道284号大山寺岸本線 重複区間終点                                                                          | 西伯郡   | 伯耆町   | 小林         |                        |
| 鳥取県道45号倉吉江府溝口線                                                                                      | 西伯郡   | 伯耆町   | 金屋谷       |                        |
| 鳥取県道209号大滝白水線                                                                                         | 西伯郡   | 伯耆町   | 大滝         |                        |
| 鳥取県道52号岸本江府線 重複区間終点                                                                             | 日野郡   | 江府町   | 吉原         |                        |
| 鳥取県道45号倉吉江府溝口線 重複区間起点                                                                         | 日野郡   | 江府町   | 御机         |                        |
| 鳥取県道315号如来原御机線                                                                                       | 日野郡   | 江府町   | 御机         |                        |
| 鳥取県道45号倉吉江府溝口線 重複区間終点                                                                         | 日野郡   | 江府町   | 御机         |                        |
| 国道482号 | 日野郡   | 江府町   | 下蚊屋       | [ 注釈 1 ]             |
| 国道482号 | 日野郡   | 江府町   | 下蚊屋       |                        |
| 岡山県道・鳥取県道113号上徳山俣野江府線                                                                         | 日野郡   | 江府町   | 俣野         | 終点                   |

### 周辺
- 妻木晩田遺跡
- 上淀廃寺跡